# Da qui all'amore
Da qui all'amore è il quarto album del cantante Luciano Rossi, pubblicato nel 1977 dalla Ariston.

## Tracce

### Lato A
1. Bambola (Rossi)
2. Stretti (Rossi)
3. Poeta leggermente un po'... finito (Rossi)
4. Da domani (Rossi)
5. Parla chiaro Teresa (Rossi)
6. Deluso io (Rossi)

### Lato B
1. Come va (Rossi)
2. Basta (Rossi/Belfiore)
3. Come se fa (Rossi)
4. Gentilissimo cuore (Rossi)
5. Senza fare rumore (Rossi/Belfiore)